# Minuartia laricifolia
Minuartia laricifolia — вид квіткових рослин з родини гвоздикових (Caryophyllaceae). Ареал: Франція, Італія, Іспанія, Швейцарія.

## Середовище
Цей гірсько-субальпійський вид населяє скелясті схили, соснові ліси, вапняки. 

## Біоморфологічний опис
Стебла 5–25 см, сланкі й розгалужені внизу, верхня частина прямовисна, дрібно запушена. Листки голчасті, 5–15 мм завдовжки, зазвичай вигнуті, в нижній частині рослини скупчені. Квітки по 1–6 на кінці стебла. Пелюстки білі, в 1.5–2 рази довші за чашолистки, які вузькоовальні, тупі, 4–5.5 мм завдовжки, чітко 3–5 жилковані, по краю часто червонуваті. Коробочка в 1–1.5 рази довша за чашечку. Період цвітіння: липень і серпень. 2n=26.